# Camponotus oasium
Camponotus oasium (лат.) — вид муравьёв рода кампонотус (Camponotus) (подрод Tanaemyrmex) из подсемейства формицины (Formicinae).

## Распространение
Северная Африка (Алжир, Египет, Тунис), Средняя Азия (Казахстан, Туркмения), Ближний Восток, Афганистан, Иран, Оман, Саудовская Аравия, ОАЭ, Турция.

## Описание
Тело жёлто-бурое; голова от красно-бурого до чёрного. Скапус, щёки и голени без отстоящих волосков. Рабочие муравьи имеют длину 5—9 мм, самки — 12—13 мм, самцы — 7—8 мм. Пустынный вид. В Туркмении обитают в предгорьях Копетдага, на склонах и осыпях. Известный из Средней Азии вид Camponotus bactrianus позднее (Радченко, 1997) был сведён в синонимы к Camponotus oasium. Вид был впервые описан в 1890 году швейцарским мирмекологом Огюстом Форелем по материалам из Северной Африки.